# St. Josef (Eschelbronn)

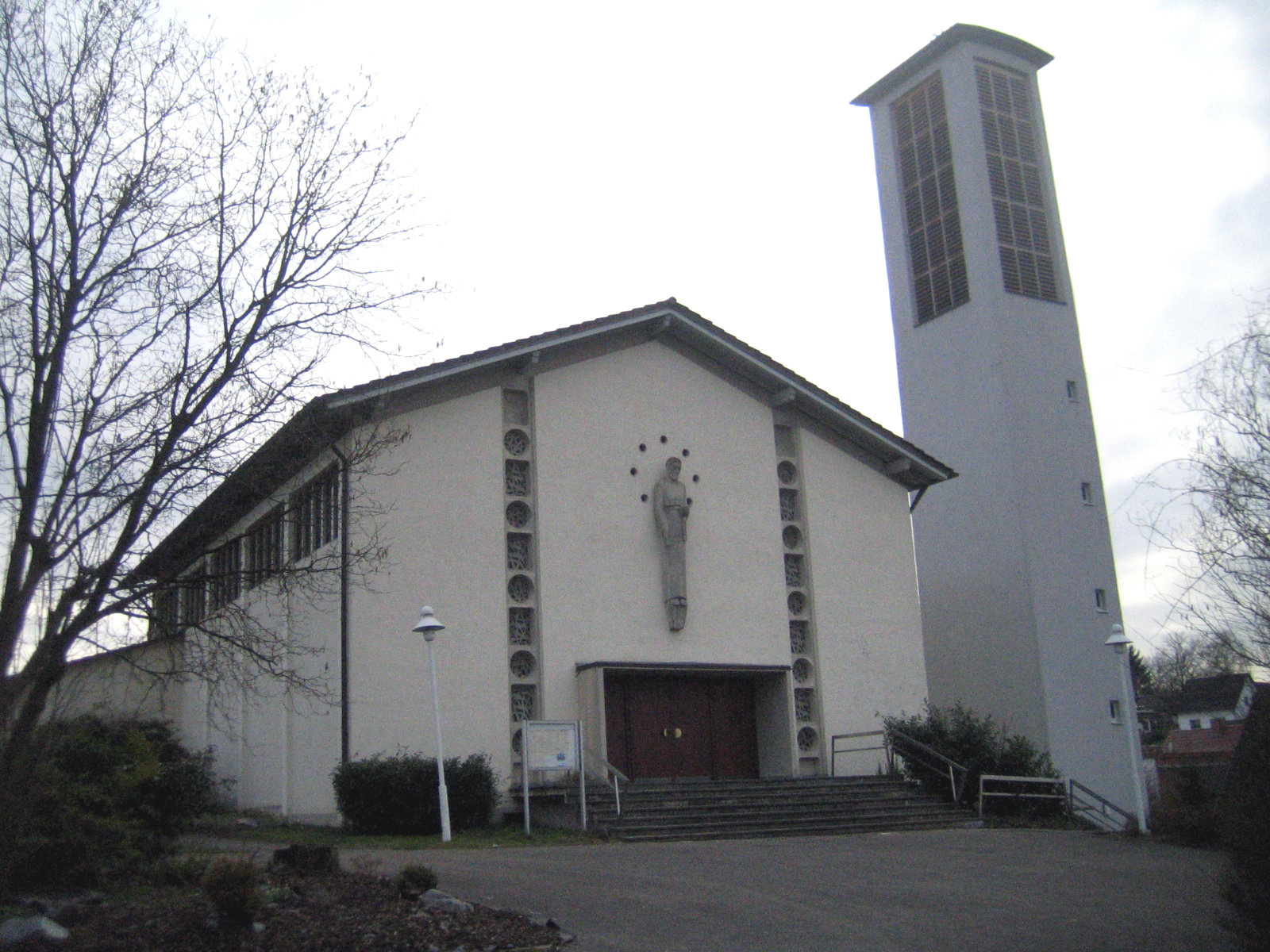
Katholische Kirche Eschelbronn

Die St.-Josef-Kirche ist das römisch-katholische Kirchengebäude der Gemeinde Eschelbronn im baden-württembergischen Rhein-Neckar-Kreis. Die Joseph-der-Arbeiter-Kirche befindet sich im Lerchenweg und wurde 1957 nach Plänen des Architekten Anton Elsässer aus Karlsruhe-Durlach erbaut. Sie ist eine Filialkirche der römisch-katholischen Kirchengemeinde Waibstadt im Dekanat Kraichgau der Erzdiözese Freiburg.
Kirchenpatrone sind der Handwerker der Heilige Josef mit Bezug auf Eschelbronn als Schreinerdorf, die Märtyrin Margareta von Antiochia, der bereits eine Holzkirche in dem Eschelbronner Gewann Kirchwiesen gewidmet gewesen sein soll, und Bernhard II. von Baden, dessen 500. Todesjahr auf das Fertigstellungsdatum der Kirche fiel.

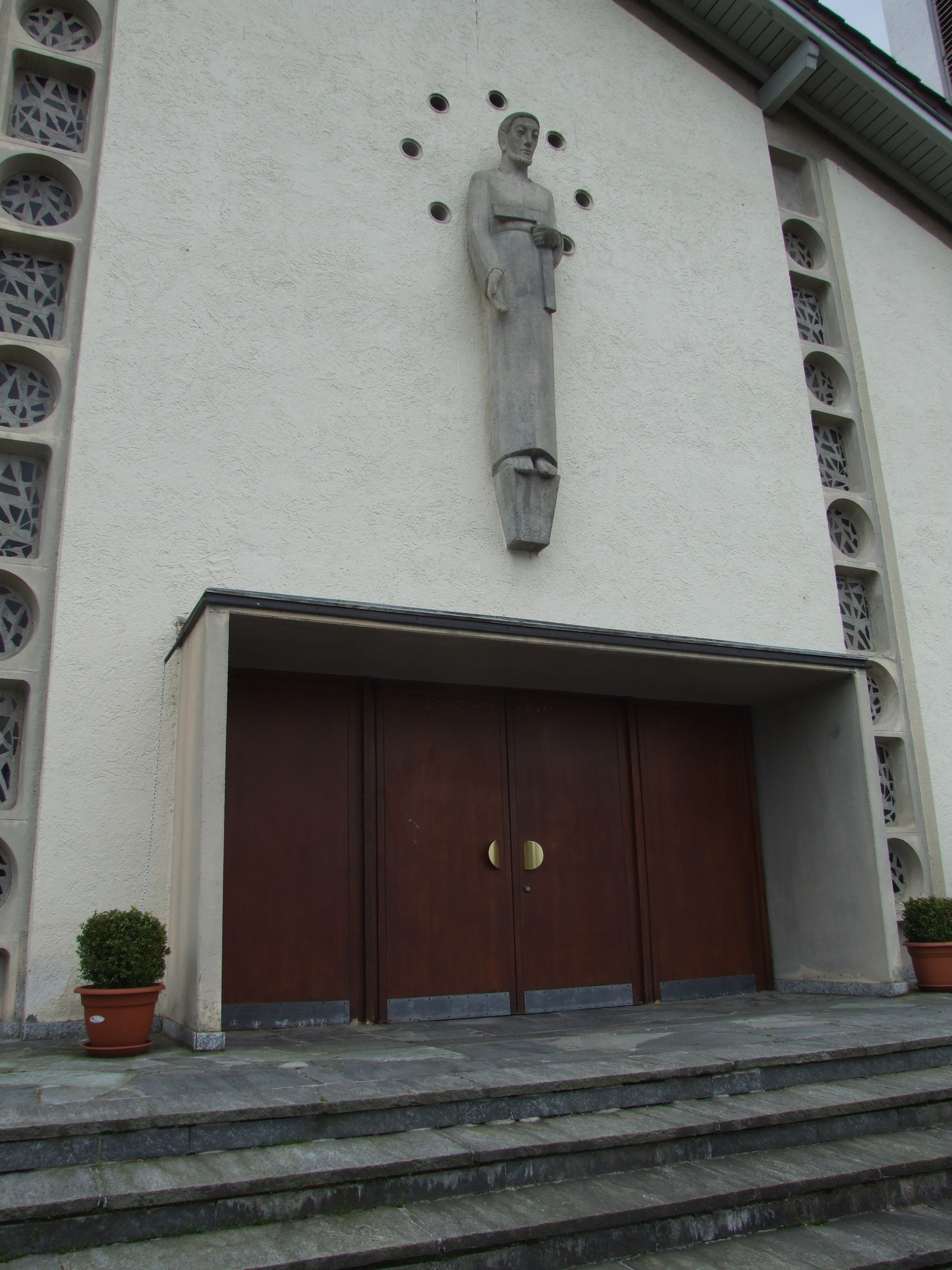
Der Kirchenpatron Josef der Arbeiter als Statue über dem Haupteingang

## Geschichte
Mit dem Zuzug vertriebener Kriegsflüchtlinge in die Gemeinde Eschelbronn entstand nach 1945 der Bedarf nach einer Räumlichkeit für katholische Gottesdienste. Diese wurden zunächst in der Nachbargemeinde Neidenstein und später in der evangelischen Kirche in Eschelbronn gehalten.
Unter Beteiligung des örtlichen Pfarrers August Breunig erwarb die römisch-katholische Kirchengemeinde 1957 den Baugrund von dem Freiherrn von Venningen auf dem damals noch weitgehend unbebauten Flur Im Grund. Der Bau der Kirche wurde nach einer Anweisung des Ordinariats Freiburg vom 8. Februar 1957 in Auftrag gegeben.

Der Spatenstich erfolgte am 19. Mai 1957, die Grundsteinlegung am 25. August 1957 und das Richtfest am 12. November des gleichen Jahres. Geweiht wurde die Kirche nach nicht eindeutiger Aussage der Quelle am 12. November 1962 oder am 31. August 1958 im Auftrag des Erzbischofs Eugen Seiterich durch den Bischof Augustin Olbert.
Bei der Grundsteinlegung wurden im Namen der damaligen Amtsinhaber Papst Pius XII., Dekan Josef Mundel des Dekanates Waibstadt, Gemeindepfarrer August Breuning, Bundespräsident Theodor Heuss, Bundeskanzler Konrad Adenauer und des baden-württembergischen Ministerpräsidenten Reinhold Maier eine Ausgabe der Kirchenzeitung, der Rhein-Neckar-Zeitung, des Sinsheimer Tageblatts und Münzen des gängigen Zahlungsmittels eingemauert. Der Grundstein ist mit der Jahreszahl 1957 versehen und befindet sich auf der linken Seite neben dem Haupteingang des Gebäudes.
Am 17. März 1974 wurde das von der Karlsruher Glocken- und Kunstgießerei im gleichen Jahr gegossene vierstimmige Glockengeläut geweiht. Die Kosten der Glockenanlage betrugen 42.000 D-Mark.
1978 bis 1982 wurden mit Kosten in Höhe von 295.000 D-Mark Umbaumaßnahmen durchgeführt und das Kirchengebäude um einen Anbau erweitert. Darin enthalten waren eine Heizung, sanitäre Anlagen und eine Küche.
Am 2. Oktober 1988 hielt der damalige Kaplan und spätere Bischof Emil Stehle ein Pontifikalamt in der Eschelbronner St.-Josef-Kirche.
Im Jahr 2004 wurden bei Renovierungsarbeiten der Glockenstuhl erneuert und der Turm gestrichen.

### Baufinanzierung
Der im Besitz des Freiherrn von Venningen befindliche Baugrund wurde für einen Preis von 4500 D-Mark erworben. Der Bonifatius-Verein förderte den Kauf mit einer Summe von 3000 Mark. Die Baukosten der Kirche betrugen 197.000 DM.
Die Baufinanzierung wurde mit 10.000 DM aus Eigenmittel und ein Darlehen in Höhe von 15.000 DM vorgenommen; 163.000 DM wurden von der Kirchengemeinde des Erzbistums Freiburg bezuschusst. Die Koordination der Finanzierung übernahm ein hierzu gegründeter Kirchenbauverein, der auch nach der vollständigen Abbezahlung im Jahr 1964 noch bis 1982 Spenden für diverse Baumaßnahmen sammelte.

## Ausstattung
Der Bildhauer Franz Bernhard gestaltete die Darstellung des Kreuzwegs an der Wand und ein hängendes Kreuz aus Mosaik. Von ihm stammt auch der Entwurf für die überlebensgroße Statue des Hl. Josef auf der Eingangsfassade.
Die Kirche verfügt über eine elektrische Orgel aus dem Jahr 1976. Auf eine Pfeifenorgel wurde aus finanziellen Gründen verzichtet.

### Glocken
Die St.-Josef-Kirche besaß zunächst lediglich eine Leihglocke der Glockengießerei Schilling aus Heidelberg. Ein eigenes Bronze-Geläut mit elektronischer Läutanlage wurde am 8. August 1973 vom Erzbischöflichen Ordinariat genehmigt, am 6. Februar 1974 in Karlsruhe gegossen, am 16. März 1974 abgeholt und 17. März 1974 von dem damaligen Dekan Hermann Bläsi aus Bad Rappenau geweiht. Die Kosten der Glockenanlage betrugen 42.000 D-Mark.
Die Daten des Geläuts:
| Glocke | Widmung                     | Durchmesser | Gewicht | Schlagton | Inschrift                                           |
| ------ | --------------------------- | ----------- | ------- | --------- | --------------------------------------------------- |
| 1      | Heiliger Josef der Arbeiter | 804 mm      | 300 kg  | h′        | Alles was ihr tut, geschehe im Namen Jesu des Herrn |
| 2      | Maria, Mutter des Herrn     | 671 mm      | 185 kg  | d″        | Es preisen mich selig alle Geschlechter             |
| 3      | Heiliger Michael            | 602 mm      | 132 kg  | e″        | Lobet den Herrn, ihr seine Engel                    |
| 4      | Philippus und Jakobus       | 512 mm      | 091 kg  | g″        | Wer mich sieht, der sieht auch den Vater            |